# Micromoog
Micromoog è un modello di sintetizzatore monofonico costruito dalla MOOG, è provvisto di un singolo VCO ed è stato prodotto dal 1975 al 1979.

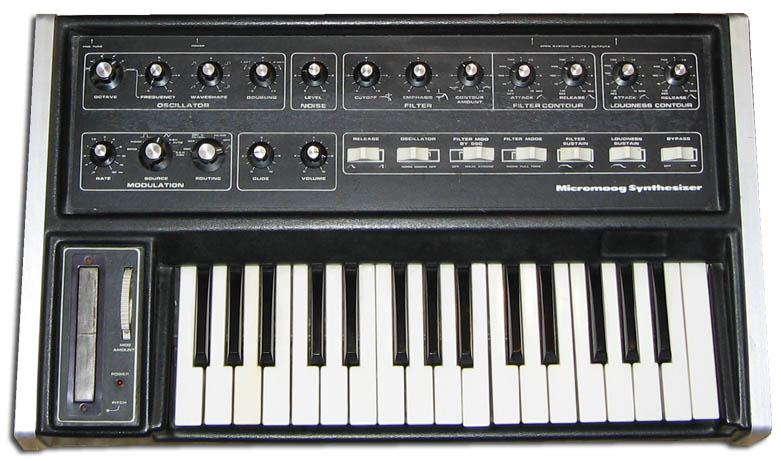
Un Micromoog

Offre una gamma di suoni molto vicina a quella del Minimoog pur essendo molto più economico, è munito di vari controlli tra cui un Ribbon Controller per il controllo del pitch. L'involucro esterno è di plastica con fianchi in legno ed ha 32 tasti.
È stato utilizzato da vari musicisti e gruppi tra cui: Kraftwerk, Chick Corea, Herbie Hancock, Premiata Forneria Marconi e molti altri.